# Ігри Співдружності 2006
Ігри Співдружності 2006 року було проведено у Мельбурні, Вікторія, Австралія з 15 до 26 березня 2006 року. Ігри стали найбільшою за тривалістю й кількістю учасників спортивною подією, що відбулась у Мельбурні, з часів Олімпійських ігор 1956 року.
Церемонії відкриття та закриття Ігор проводились на арені МельбурнКрикет Граунд.

## Спортивні арени
- Доклендс: спортивна ходьба

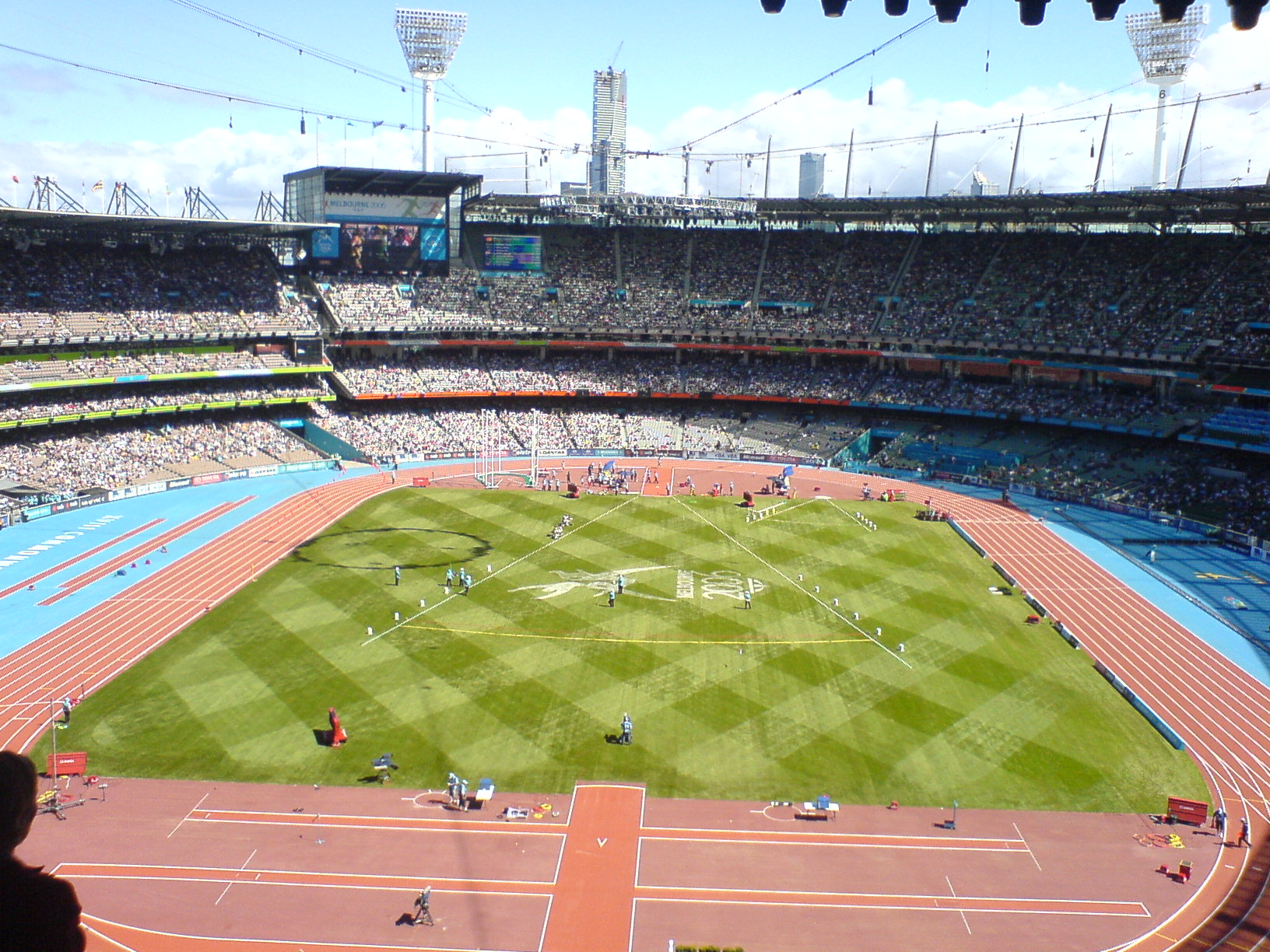
Мельбурн Крикет Граунд

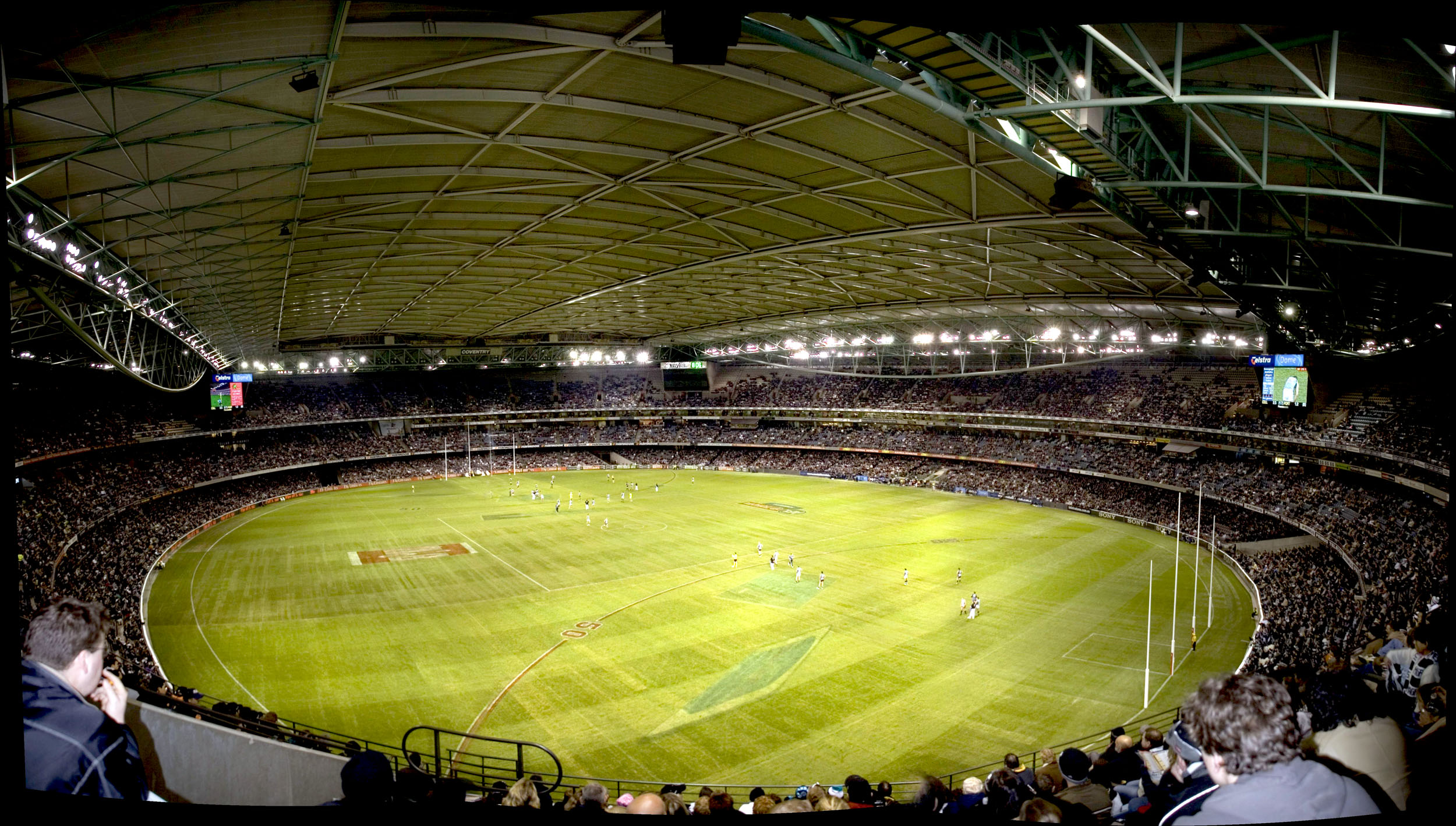
Доклендс

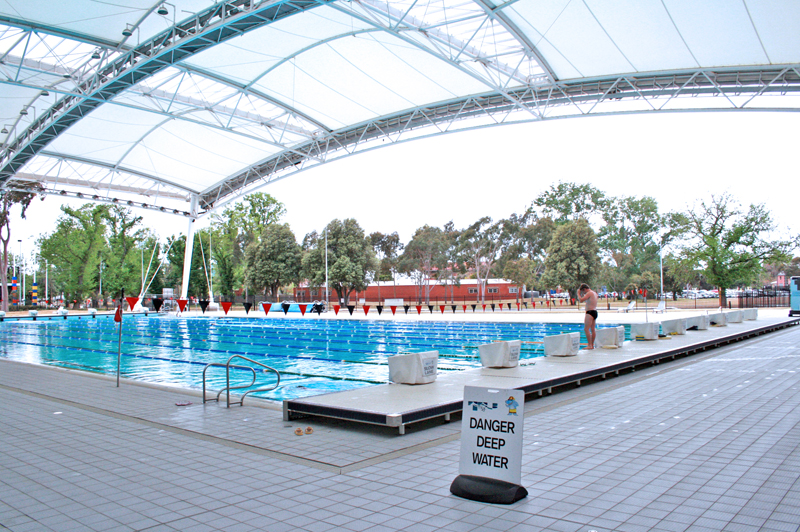
Мельбурнський спортивний і водний центр

- Мельбурн Крикет Граунд: відкриття, закриття, легка атлетика
- Мельбурнський виставковий центр: бадмінтон, бокс, важка атлетика
- Мельбурнський збройний клуб: стендова стрільба
- Мельбурнський міжнародний стрілецький клуб: стрільба з гвинтівки й пістолету
- Мельбурнський спортивний та водний центр: водні види спорту, сквош, настільний теніс
- Хайсенс Арена: фінали з баскетболу, нетболу, велотрек
- Род Лейвер Арена (Мельбурн Парк): спортивна гімнастика
- Роял Ботанік Гарденс: велоперегони
- Державний нетбольний та хокейний центр: нетбол, хокей
- Сент Кілда: тріатлон, велоперегони
- Доклендс: регбі
- Балларат: баскетбол
- Бендіго: стрільба з гвинтівки
- Джелонг: баскетбол
- Лістерфілд Парк: маунтінбайк
- Траралгон: баскетбол

## Види спорту

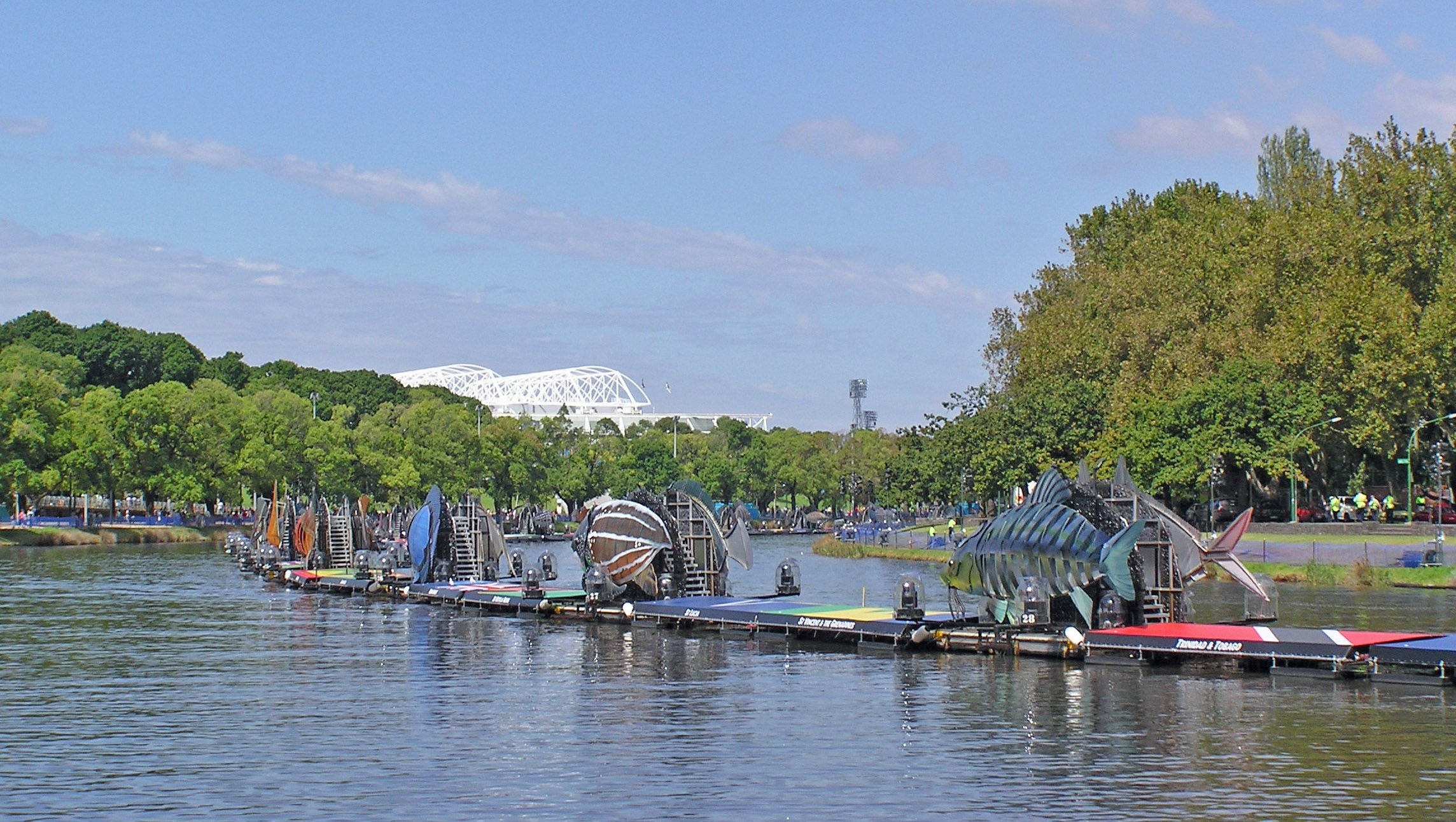
Мельбурн, XVIII Ігри Співдружності 2006 — рибальські човни на річці Ярра

Змагання на Іграх 2006 року проводились у 16 видах спорту: 12 індивідуальних та 4 командних. Загалом було проведено 245 залікових змагань.
- Водні види спорту
  -  Стрибки у воду
  -  Плавання
  -  Синхронне плавання
- Легка атлетика
- Бадмінтон
- Баскетбол
- Бокс
- Велоспорт
  -  Шосейні перегони
  -  Велотрек
  -  Маунтінбайк
- Гімнастика
  -  Художня гімнастика
  -  Спортивна гімнастика
- Хокей
- Теніс
- Нетбол
- Регбі
- Стрільба
- Сквош
- Настільний теніс
- Тріатлон
- Важка атлетика

## Командний залік
| 1  | Австралія       | 84 | 69 | 69 | 222 |
| 2  | Англія          | 36 | 40 | 34 | 110 |
| 3  | Канада          | 26 | 29 | 31 | 86  |
| 4  | Індія           | 22 | 17 | 11 | 50  |
| 5  | Південна Африка | 12 | 13 | 13 | 38  |
| 6  | Шотландія       | 11 | 7  | 11 | 29  |
| 7  | Ямайка          | 10 | 4  | 8  | 22  |
| 8  | Малайзія        | 7  | 12 | 10 | 29  |
| 9  | Нова Зеландія   | 6  | 12 | 13 | 31  |
| 10 | Кенія           | 6  | 5  | 7  | 18  |